# 新化州
新化州，明朝时设置的州。
弘治八年（1495年，一作十四年）置，治所在今云南省新平彝族傣族自治县西北新化。直隶云南省。万历十九年（1591年）改属临安府。清朝康熙五年（1666年）废。